# Telets de Bulgaria
Telets (en búlgaro: Телец) fue gobernante de Bulgaria de 762 a 765.
De acuerdo con la lista de nombres de gobernantes búlgaros, Telets reinó durante 3 años, y fue miembro del clan Ugain. Esto es corroborado por las fuentes bizantinas, que indican que Telets sustituyó al gobernante legítimo de Bulgaria. Las mismas fuentes describen a Telets como un hombre valiente y enérgico en sus mejores años (alrededor de los 30). Los investigadores han conjeturado que Telets pudo haber pertenecido a una facción anti-eslava de la nobleza búlgara.
Tras su ascensión al trono, Telets dirigió un ejército bien pertrechado contra el Imperio bizantino y devastó la zona fronteriza, invitando al emperador a una prueba de fuerza. El emperador Constantino V Kopronymos marchó al norte el 16 de junio de 763, mientras otro ejército fue transportado en una flota de 800 barcos, buscando un movimiento de pinza.
Telets fortificó los pasos de montaña con sus tropas y unos veinte mil auxiliares eslavos. Luego cambió de opinión y llevó a sus tropas a la llanura de Anquíalo (Pomorie) el 30 de junio. La sangrienta batalla de Anquíalo comenzó a media mañana, y continuó hasta el anochecer. Finalmente, las tropas auxiliares de Telets desertaron, y los bizantinos regresaron triunfantes.
La derrota selló el destino de Telets, que fue linchado posteriormente junto con sus seguidores durante una rebelión.